# Eleições gerais no Burundi em 2020
As eleições gerais no Burundi foram realizadas em 20 de maio de 2020 para eleger o novo presidente e os integrantes da Assembleia Nacional.
Na eleição presidencial, Evariste Ndayishimiye (CNDD-FDD) venceu Agathon Rwasa (CNL) por larga vantagem de votos (3.082.210, contra 1.084.788 de seu oponente). O CNDD-FDD também venceu com folga as eleições parlamentares, elegendo 86 deputados, enquanto o CNL conquistou 32 cadeiras e a União para o Progresso Nacional teve apenas 2 candidatos eleitos.

## Campanha eleitoral
Em dezembro de 2018, o então presidente Pierre Nkurunziza anunciou que não pretendia disputar um quarto mandato, fazendo com que o Conselho Nacional de Conformidade com o Acordo de Arusha (CNARED), o principal grupo de oposição ao governo, voltasse do exílio na Bélgica para sua primeira eleição desde 2005.
Em janeiro de 2020, o secretário-geral do CNDD-FDD, Evariste Ndayishimiye, foi anunciado como candidato do partido à presidência do Burundi, enquanto Agathon Rwasa, presidente do Congresso Nacional para a Liberdade (CNL), seria o principal rival de Ndayishimiye na eleição. Outros 5 candidatos disputaram o pleito: o primeiro vice-presidente Gaston Sindimwo (União para o Progresso Nacional), Léonce Ngendakumana (Frente para a Democracia no Burundi), Domitien Ndayizeye (Coalizão Kira-Burundi), Dieudonné Nahimana e Francis Rohero (candidaturas independentes).

## Resultados
| Candidato                            | Candidato                            | Partido                              | Votos     | %     |
| ------------------------------------ | ------------------------------------ | ------------------------------------ | --------- | ----- |
|                                      | Evariste Ndayishimiye                | CNDD-FDD                             | 3.082.210 | 71,45 |
|                                      | Agathon Rwasa                        | CNL                                  | 1.084.788 | 25,15 |
|                                      | Gaston Sindimwo                      | União para o Progresso Nacional      | 73.353    | 1,70  |
|                                      | Domitien Ndayizeye                   | Coalizão Kira-Burundi                | 24.470    | 0,57  |
|                                      | Léonce Ngendakumana                  | Frente para a Democracia no Burundi  | 21.232    | 0,49  |
|                                      | Dieudonné Nahimana                   | Independente                         | 18.709    | 0,43  |
|                                      | Francis Rohero                       | Independente                         | 8.942     | 0,21  |
| Votos brancos/inválidos              | Votos brancos/inválidos              | Votos brancos/inválidos              | 171.224   | –     |
| Total                                | Total                                | Total                                | 4.484.928 | 100   |
| Eleitores registrados/comparecimento | Eleitores registrados/comparecimento | Eleitores registrados/comparecimento | 5.113.418 | 87,71 |
| Fonte:                               |                                      |                                      |           |       |

## Eleições parlamentares

Composição das cadeiras na Assembleia Nacional do Burundi:
CNDD-FDD: 83 assentos
CNL: 32 assentos
Parlamentares cooptados: 3 assentos

Para as 72 vagas na Assembleia Nacional do Burundi, o CNDD-FDD foi o partido que mais elegeu representates (83 no total), contra 32 do Congresso Nacional para a Liberdade (CNL) e 2 da União para o Progresso Nacional (UPN). Outros 3 parlamentares cooptados foram eleitos.

## Reações
- Conferência dos Bispos do Burundi: Tendo enviado 2.716 observadores para os 119 municípios do país, emitiu uma declaração criticando a transparência e a liberdade do processo eleitoral. Foram descobertas intimidações e expulsões de observadores da oposição, e o CNDD-FDD (partido governista) foi bastante criticado por se envolver em fraudes eleitorais[8].
- Congresso Nacional para a Liberdade: Entrou com um recurso no Tribunal Constitucional alegando que houve irregularidades na eleição, e declarou que, se o pedido fosse negado, levaria o caso até o Tribunal de Justiça da África Oriental[9].